# Kitsilano
 (janvier 2024).
Si vous disposez d'ouvrages ou d'articles de référence ou si vous connaissez des sites web de qualité traitant du thème abordé ici, merci de compléter l'article en donnant les références utiles à sa vérifiabilité et en les liant à la section « Notes et références ».
Kitsilano, surnommé Kits, est un quartier de Vancouver, au Canada.
Son nom provient du chef squamish August Jack Khatsahlano (en).